# Bhubaneshwar
Bhubaneshwar ([bʊvəˈneɪʃwər]ⓘ en oriya: ଭୁବେନଶ୍ବର, en hindi: भुवनेश्वर) es la capital del Estado federal de Odisha, y antigua capital de Kalinga. Se localiza en la costa este de la India, en el distrito de Khordha.
El 15 de abril de 2014 «Ekamra Kshetra – La ciudad templo, Bhubaneswar» fue inscrito en la Lista Indicativa de la India —paso previo a ser declarado Patrimonio de la Humanidad—, en la categoría de bien cultural (n.º. ref 5916). Ekamra Kshetra corresponde a la parte histórica de la ciudad.
Aunque la ciudad moderna de Bhubaneswar se estableció formalmente en 1948, la historia de las zonas de la ciudad actual y sus alrededores se remonta al siglo VII a. C. y a épocas anteriores. Es una confluencia del patrimonio hindú, budista y jainista e incluye varios templos kalinganos, muchos de ellos del siglo  VI al XIII de nuestra era. Junto con Puri y Konark, forma el "Swarna Tribhuja" ("Triángulo de Oro"), uno de los destinos más visitados del este de la India.
Bhubaneswar sustituyó a Cuttack como capital el 19 de agosto de 1949, dos años después de que India se independizara de Gran Bretaña. La moderna ciudad fue diseñada por el arquitecto alemán Otto Königsberger en 1946. Junto con Jamshedpur y Chandigarh, fue una de las primeras ciudades planificadas de la India moderna.

## Geografía
Bhubaneshwar presenta una temperatura promedio que varía entre los 15 °C en invierno y una máxima de 40 °C a 45 °C en verano. El monzón del sureste se presenta desde junio. La ciudad recibe una precipitación anual promedio de 1.500 mm, la cual en su mayoría se presente entre los meses de junio y octubre.

## Patrimonio
Bhubaneswar es conocida como la Ciudad de los Templos. Debido a que fue un centro religioso de prestigio desde tiempos antiguos, incluye un gran número de templos importantes, desde complejos antiguos como el de Lingaraja a las pequeñas capillas que recubren el Bindu Sagar, así como templos modernos. La ciudad también tiene vestigios jainas.
- Ananta Vasudeva, templo de Vishnu que data del siglo XIII.
- Bindu Sagar, estanque que tendría un poco de todas las aguas sagradas de toda la India.
- Brahmesvara, templo de Shiva datado  por inscripción en el siglo XI.
- Khandagiri et Udayagiri, grutas jainas que datan del siglo I.
- Templo de Lingaraja, templo de Shiva cuyo aspecto actual data del siglo XI.
- Mukteswara, templo de Shiva que data del siglo X.
- Parasuramesvara, templo de Shiva que data del siglo VII.
- Raja Rani, templo de Shiva que data del siglo XI.
- Vaital Deul, templo de la Diosa que data de finales del siglo VIII comienzo del IX.

La villa forma parte, con Puri y Konarak, del triángulo de oro del Orissa.
Bhubaneswar, conocida como la "Ciudad de los Templos", se ganó ese sobrenombre por los 700 templos que había en ella. En la actualidad, se ha convertido en un centro educativo y un atractivo destino de negocios.

## Demografía
| Gráfica de evolución de Bhubaneshwar entre 1951 y 2011 |
|                                                        |